# Küplü, Meriç
Küplü là một thị trấn thuộc huyện Meriç, tỉnh Edirne, Thổ Nhĩ Kỳ. Dân số thời điểm năm 2011 là 2.76 người.